# Sobota (kniha)
Sobota (angl. Saturday) je román, jehož autorem je britský spisovatel Ian McEwan. Kniha vyšla v originále roku 2005 v nakladatelství Jonathan Cape, česky ji vydalo 2006 nakladatelství Odeon v překladu Marie Válkové.

## Obsah
Je sobota 15. února 2003. Henry Perowne žije spokojeným životem - úspěšný neurochirurg, oddaný manžel právničky Rosalindy a hrdý otec dvou dospělých dětí. Dcera Daisy žije ve Francii a skladá básně. Syn Theo žije se svými rodiči v Londýně a je bluesovým hudebníkem. Henry se ten den neobvykle probouzí už ve 3:40 ráno. Vstane z postele a z okna ložnice se mu za chvíli naskytne pohled na hořící letadlo. Okamžitě ho napadne, že jde o teroristický útok. V hlavě se mu totiž honí myšlenky na nastávající válku v Iráku a vzpomínky na 11. září 2001. Dopoledne si jede Perowne jako obvykle zahrát squash. Zanedbatelná automobilová nehoda jej přivede do konfrontace s Baxterem, nervózním, agresivním, násilnickým mladíkem. Perowne však jako neuorchirurg pozná, že s ním není něco v pořádku. Ke konci dne nabitého událostmi a naplněného Perowneho oslavou životních potěšení - hudba, jídlo, láska, sportovní osvěžení a uspokojení z náročné práce - se sejde jeho rodina. Z Francie dorazí jeho dcera Daisy i jeho tchán, známý básník John Grammaticus. Objeví se zde však i Baxter a tak se zdá, že jsou Perowneho dřívější obavy naplněny.